# Anna Lübbe
Anna Lübbe (* 18. Dezember 1961 in Münster) ist eine deutsche Juristin und Hochschullehrerin.

## Leben
Lübbe zog mit ihrer Familie in ihrer Kindheit von Deutschland in die Schweiz. Ihr Vater ist der Philosoph Hermann Lübbe, ihre Schwestern sind die Professorin und frühere Bundesverfassungsrichterin Gertrude Lübbe-Wolff und die Professorin Weyma Lübbe. Sie studierte von 1979 bis 1984 Biologie in Zürich und Lausanne und schloss dieses Studium mit dem Diplom in Molekularbiologie ab. Von 1985 bis 1990 absolvierte sie ein rechtswissenschaftliches Studium an den Universitäten Freiburg und Bielefeld, das sie mit dem Ersten Staatsexamen abschloss. An der Universität Bielefeld promovierte sie 1992 mit einer Arbeit über „Wohnraumbeschaffung durch Zwangsmaßnahmen. Möglichkeiten und Grenzen kommunaler Wohnraumzwangsbewirtschaftung im Interesse der Unterbringung von Obdachlosen, Aussiedlern und Asylbewerbern“. 
Nach ihrem Rechtsreferendariat war Lübbe von 2000 bis 2004 wissenschaftliche Mitarbeiterin am Bundesverfassungsgericht. Seit 2005 ist sie als Professorin für Öffentliches Recht an der Hochschule Fulda tätig.
Zu ihren Forschungsgebieten gehören Themen der Grundrechte und Menschenrechte sowie Migrationsrecht und die systemische Bearbeitung von politischen Konflikten. Im akademischen Jahr 2018/2019 war sie Mercator Senior Fellow am European University Institute in Florenz.